# Ставовічкі
Ставовічкі (пол. Stawowiczki) — село в Польщі, у гміні Парадиж Опочинського повіту Лодзинського воєводства.
Населення — 95 осіб (2011).
У 1975-1998 роках село належало до Пйотрковського воєводства.

## Демографія
Демографічна структура станом на 31 березня 2011 року:
|          | Загалом | Допрацездатний вік | Працездатний вік | Постпрацездатний вік |
| -------- | ------- | ------------------ | ---------------- | -------------------- |
| Чоловіки | 51      | 16                 | 30               | 5                    |
| Жінки    | 44      | 15                 | 22               | 7                    |
| Разом    | 95      | 31                 | 52               | 12                   |